# Kirchenbezirk Sachsen-Thüringen
| Selbständige Evangelisch-Lutherische Kirche Kirchenbezirk Sachsen-Thüringen | Selbständige Evangelisch-Lutherische Kirche Kirchenbezirk Sachsen-Thüringen |
| --------------------------------------------------------------------------- | --------------------------------------------------------------------------- |
|                                                                             |                                                                             |
| Basisdaten                                                                  |                                                                             |
| Leitender Geistlicher:                                                      | Superintendent Thomas Junker                                                |
| Kirche:                                                                     | Selbständige Evangelisch-Lutherische Kirche                                 |
| Kirchenregion:                                                              | Ost                                                                         |
| Gemeinden:                                                                  | 22 in 10 Pfarrbezirken                                                      |
| Anschrift:                                                                  | Zeitzer Straße 4 06667 Weißenfels                                           |
| Internetauftritt:                                                           | Superintendentur                                                            |

Der Kirchenbezirk Sachsen-Thüringen ist ein Kirchenbezirk der Selbständigen Evangelisch-Lutherischen Kirche  (SELK) und eine Körperschaft des öffentlichen Rechts.

## Struktur
Der Kirchenbezirk ging nach der deutschen Wiedervereinigung aus der Diözese Sachsen-Thüringen der Altlutherischen Kirche hervor. Ihm steht als leitender Geistlicher ein Superintendent vor, der mit dem Kirchenbezirksbeirat die Leitung innehat. Weitere Organe sind die Kirchenbezirkssynode, die jährlich tagt. Synodale stellt eine Kirchengemeinde mit jeweils einem Laienvertreter und dem Gemeindepfarrer. Neben der Synode ist der Bezirkspfarrkonvent, dem alle Pfarrer im aktiven Dienst mit Sitz und Stimme angehören, Organ des Kirchenbezirks. Dieser Kirchenbezirk gehört zur Kirchenregion Ost der SELK.

## Lutherische Kirchengemeinden
- Pfarrbezirk Erfurt
  - Evangelisch-Lutherische Christus-Kirchengemeinde Erfurt
  - Gottesdienstort Jena
  - Evangelisch-Lutherische Kreuzkirche Gotha
  - Evangelisch-Lutherische Kantate-Gemeinde Mühlhausen/Thüringen

- Pfarrbezirk Halle (Saale)
  - Evangelisch-Lutherische Gemeinde Halle (Maria-Magdalenen-Kapelle auf der Moritzburg)
  - Gottesdienstort Dessau (Johanniskirche)
  - Gottesdienstort Köthen (St.-Agnus-Kirche)
  - Gottesdienstort Maasdorf, Südliches Anhalt (Dorfkirche)

- Pfarrbezirk Leipzig
  - Evangelisch-Lutherische Trinitatisgemeinde Leipzig
  - Gottesdienstort Wittenberg

- Pfarrbezirk Magdeburg
  - Evangelisch-Lutherische Gemeinde Magdeburg
  - Gottesdienstort Stendal

- Pfarrbezirk Plauen
  - Evangelisch-Lutherische St. Matthäusgemeinde Plauen
  - Evangelisch-Lutherische St. Michaelis Gemeinde Greiz

- Pfarrbezirk Steinbach-Hallenberg
  - Evangelisch-Lutherische Zionsgemeinde Steinbach-Hallenberg
  - Gottesdienstort Breitungen
  - Evangelisch-Lutherische Gemeinde Arnstadt

- Pfarrbezirk Weißenfels/Sangerhausen/Heldrungen
  - Evangelisch-Lutherische Schloßkirchengemeinde St. Trinitatis Weißenfels
  - Evangelisch-Lutherische Gemeinde in der Marienkirche Sangerhausen
  - Evangelisch-Lutherische Gemeinde Heldrungen

- Pfarrbezirk Wernigerode/Halberstadt
  - Evangelisch-Lutherische Kreuzgemeinde Wernigerode/Aschersleben
  - Evangelisch-Lutherische Zionsgemeinde Halberstadt/Oschersleben
  - Gottesdienstort Veckenstedt
  - Gottesdienstort Danstedt

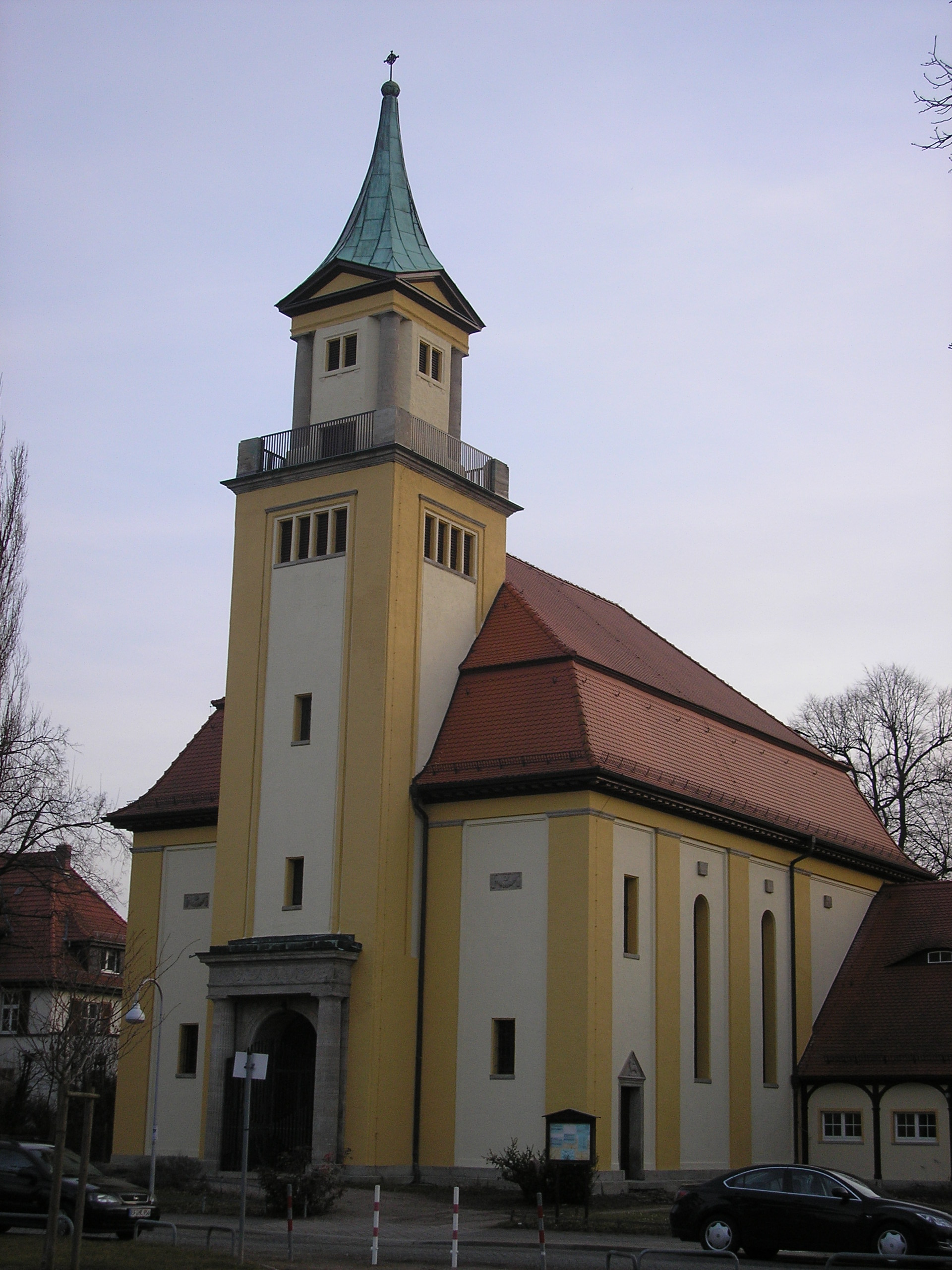
Christuskirche, Erfurt
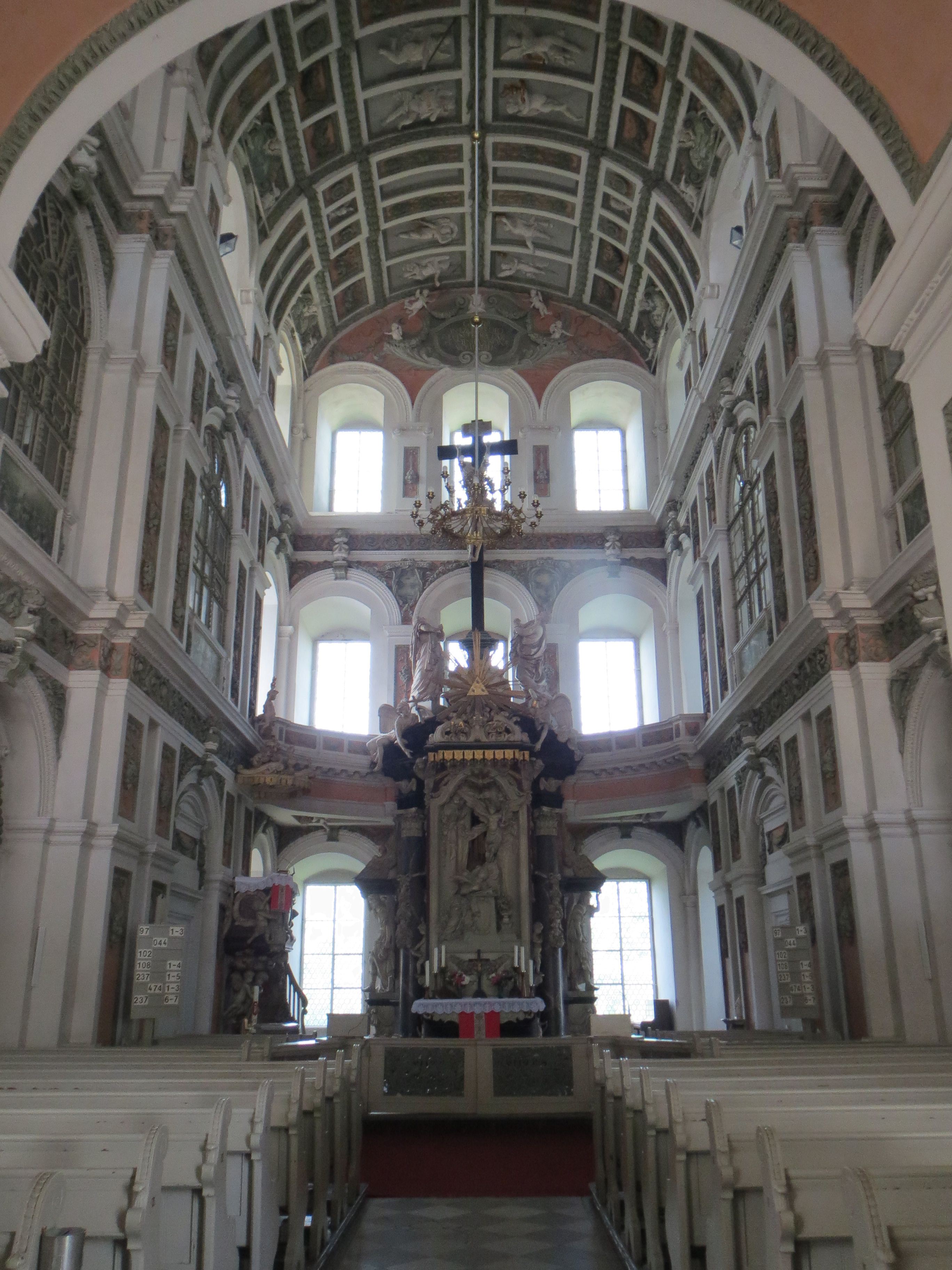
Schlosskirche, Weißenfels
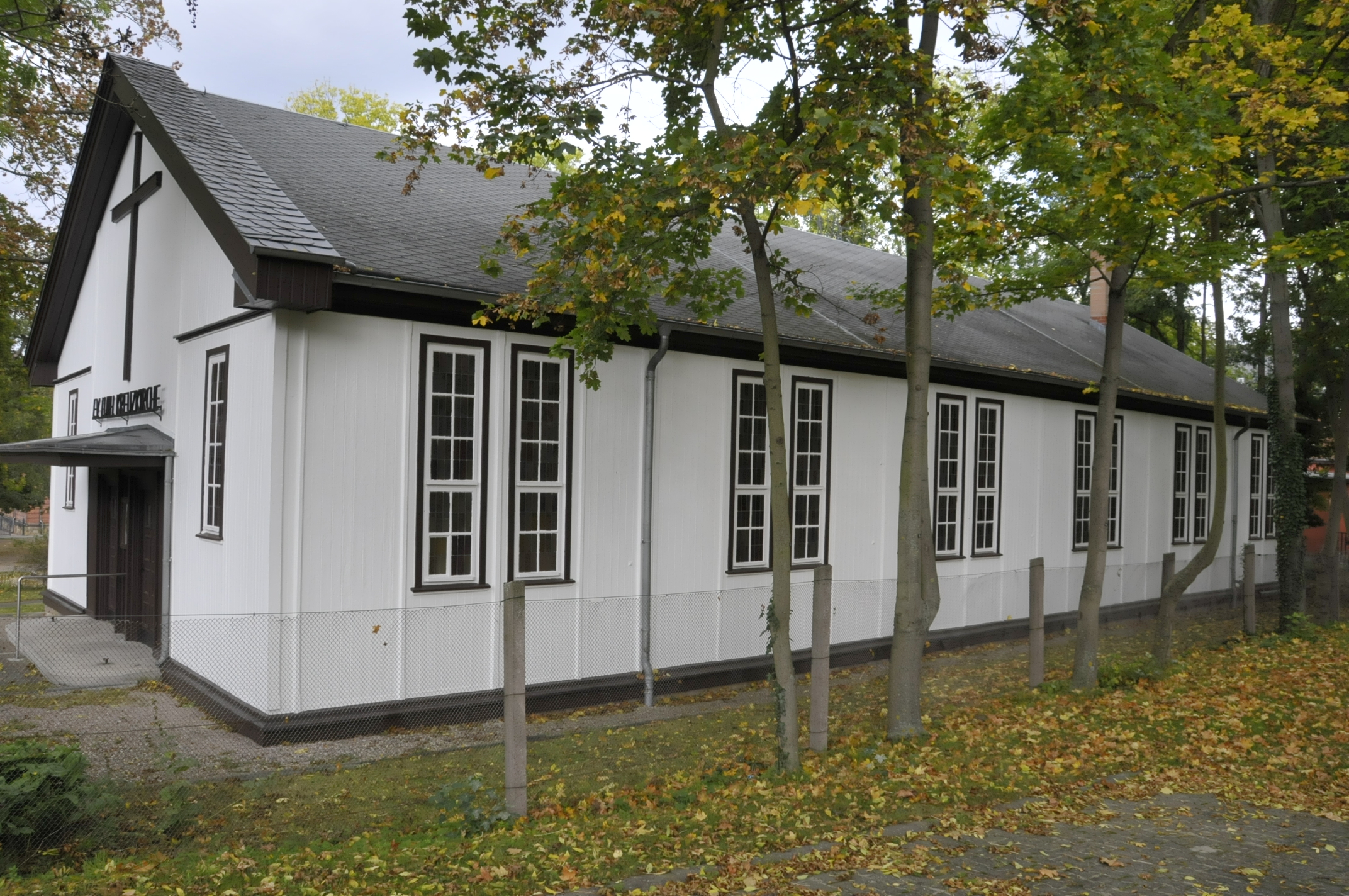
Kreuzkirche, Gotha
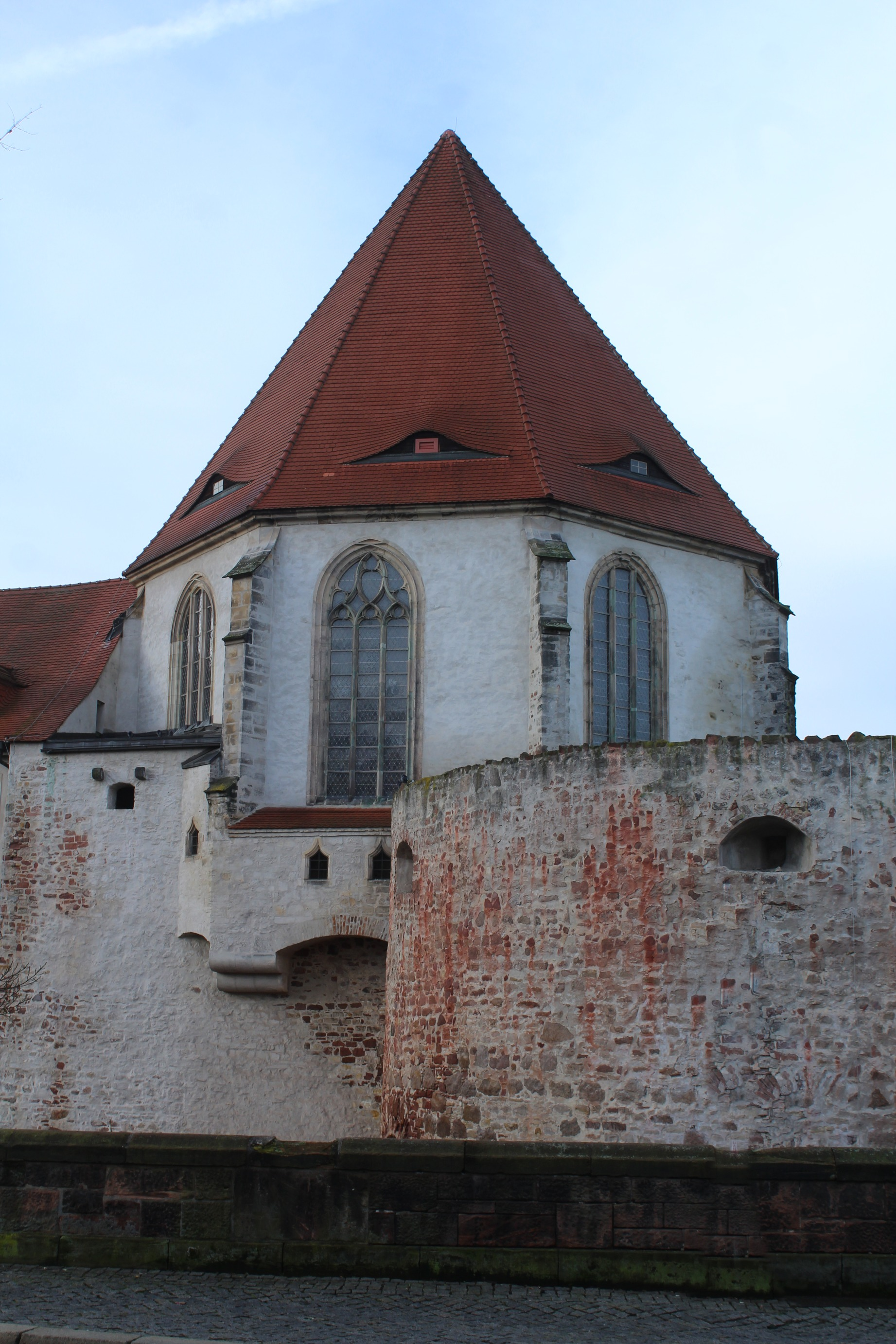
Maria-Magdalena-Kapelle, Halle (Saale)
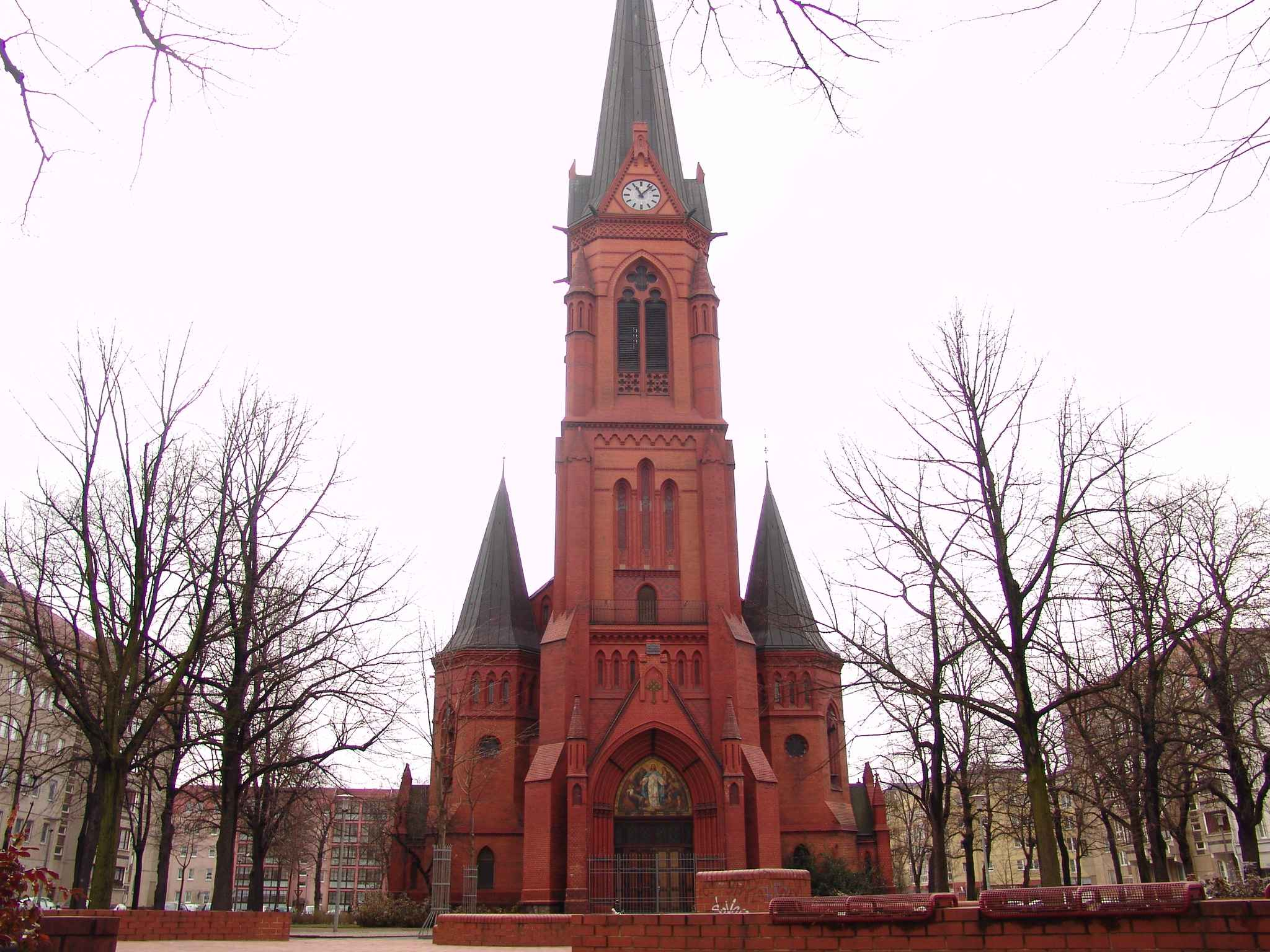
St.-Lukas-Kirche, Leipzig
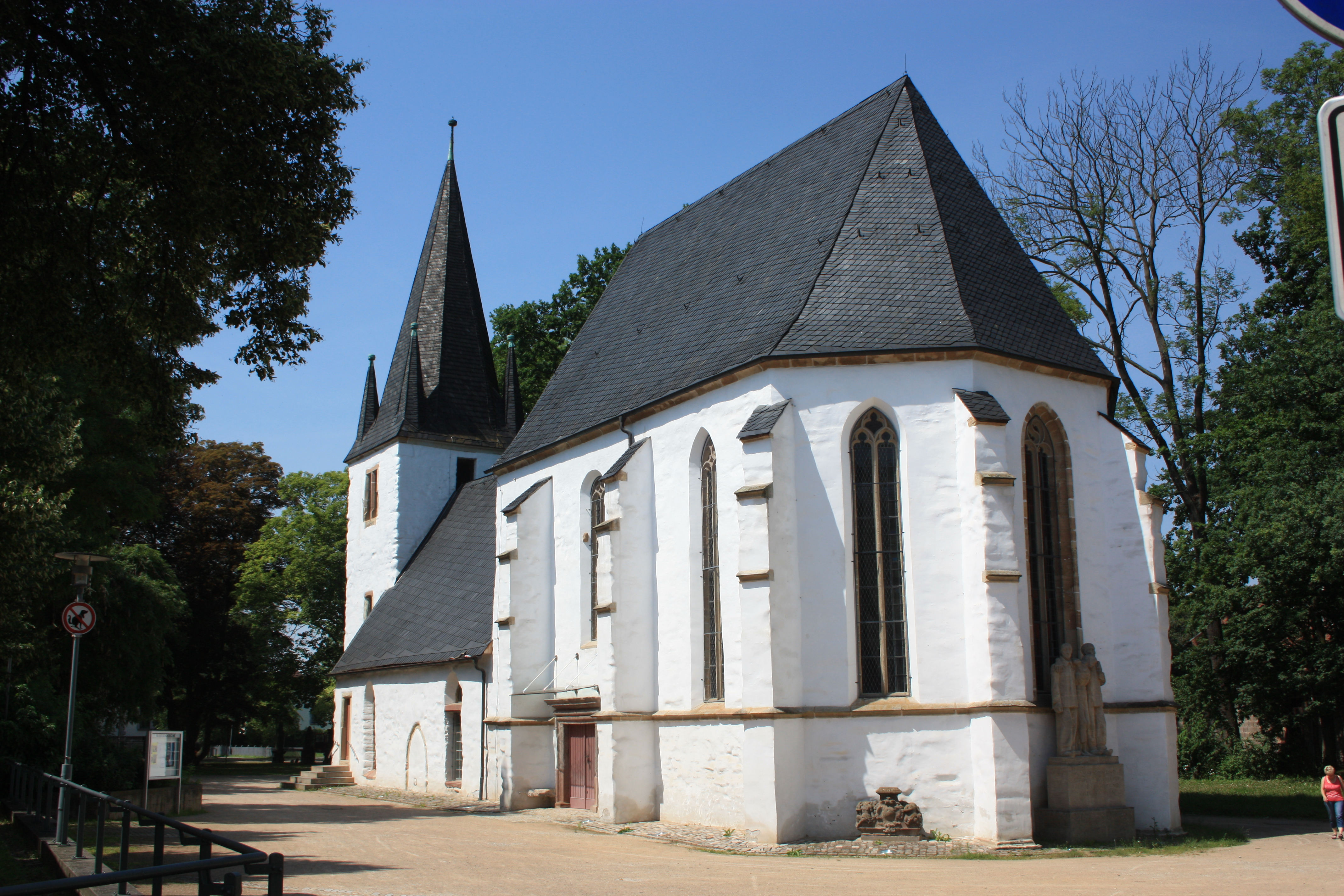
Marienkirche, Sangerhausen
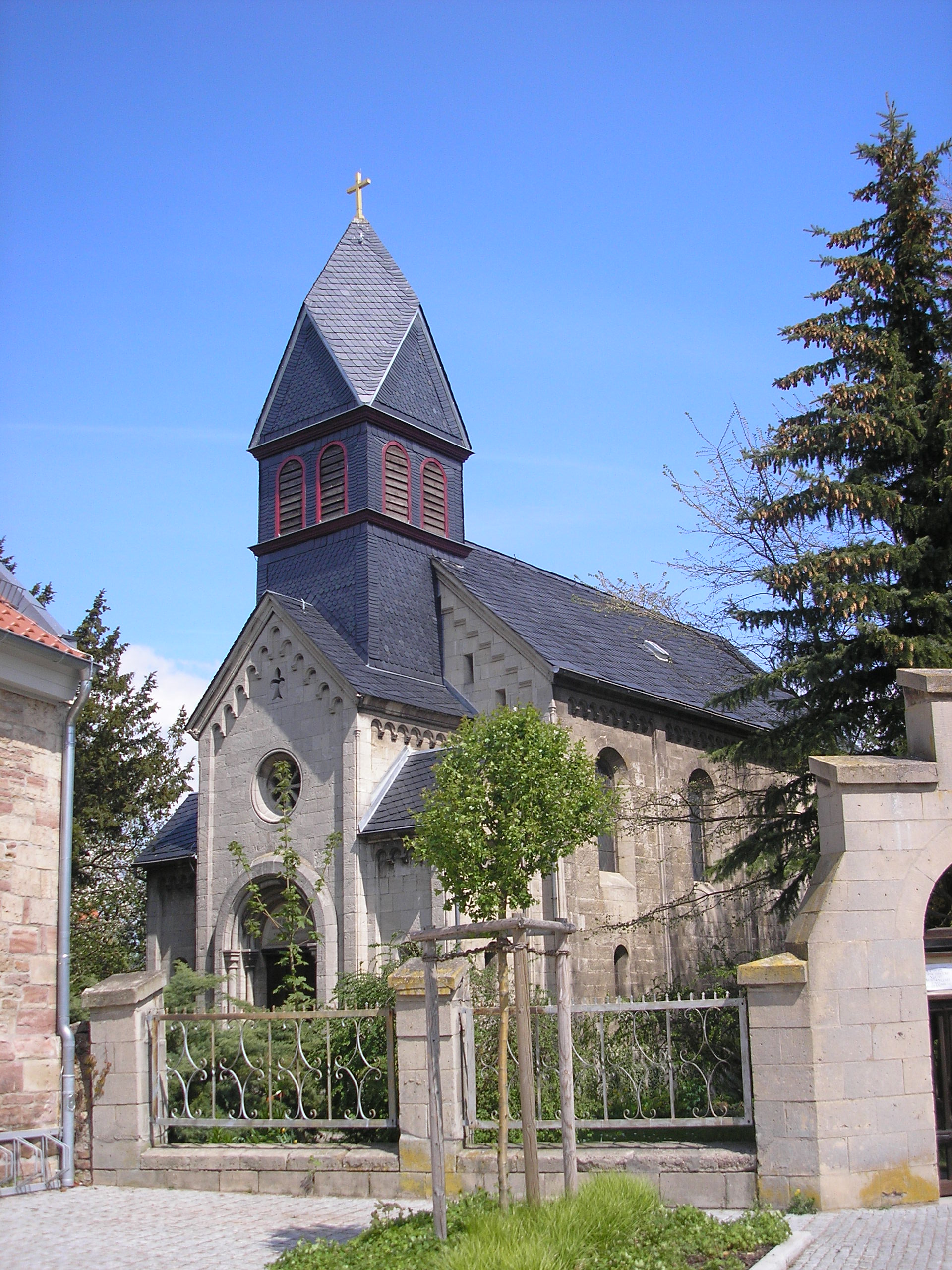
Golgatha-Kirche, Heldrungen
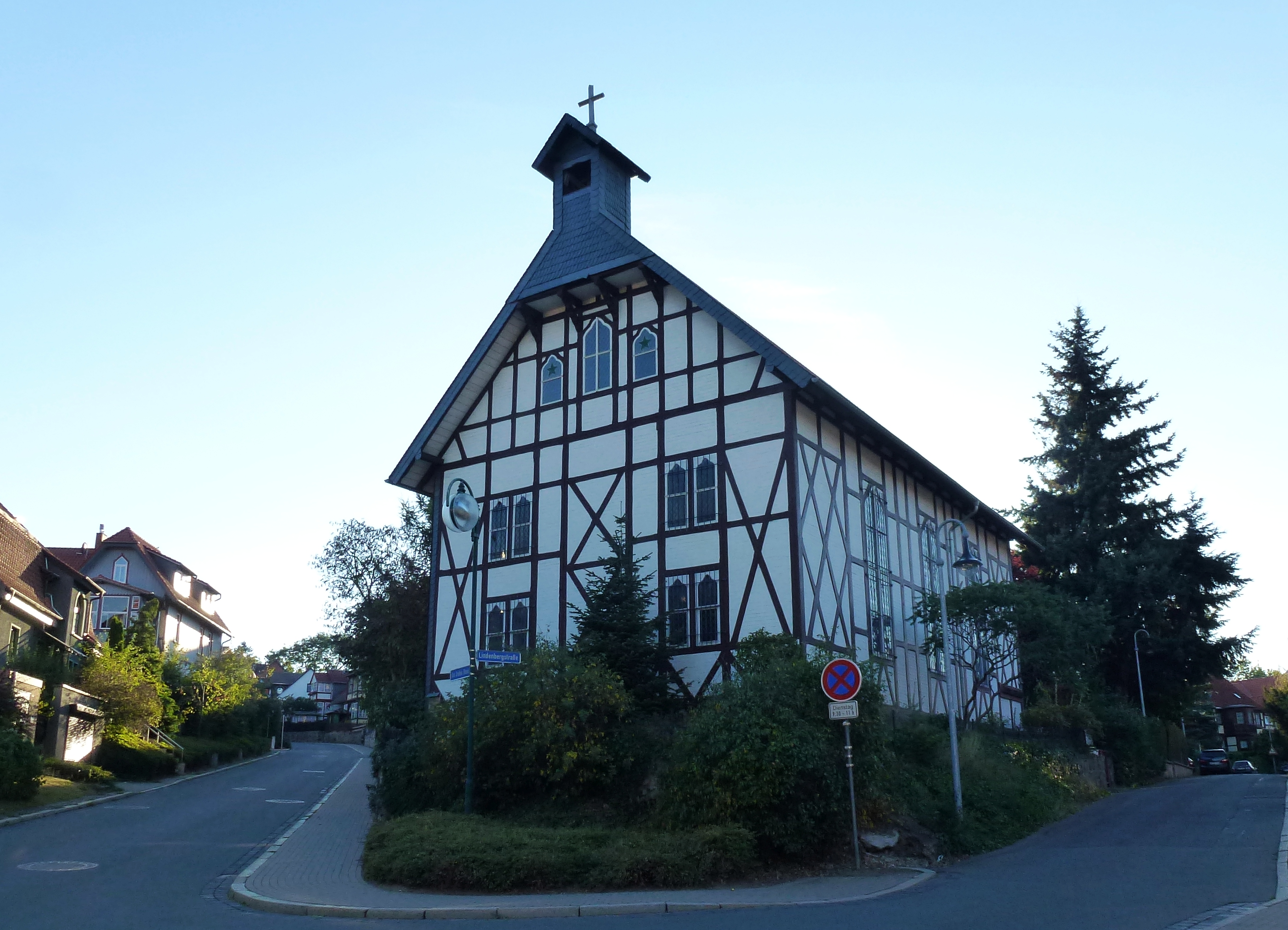
Kreuzkirche, Wernigerode

## Superintendentur
Der derzeitige Superintendent des Kirchenbezirks Sachsen-Thüringen ist Thomas Junker. Die Superintendentur befindet sich in Weißenfels.

## Kirchenbezirksbeirat
Der Kirchenbezirksbeirat besteht aus dem Superintendenten, zwei Pfarrern und drei Laien. Er leitet den Kirchenbezirk.